# مهدویان
مهدویان یک نام خانوادگی است. افراد سرشناس با این نام از این قرارند:
- محمدحسین مهدویان (زادهٔ ۱۳۶۰)، کارگردان و فیلم‌نامه‌نویس ایرانی
- آذرنوش مهدویان، (۱۳۲۶–۱۳۵۸)
- ایرج مهدویان (زادهٔ ۱۳۱۸)، شاعر، نویسنده، مترجم و محقق ایرانی